# Подтурен
Подтурен је градић и средиште општине у Међимурју, Хрватска.
До нове територијалне организације у Хрватској, подручје Подтурена припадало је великој предратној општини Чаковец. Данас је Подтурен општина у саставу Међимурске жупаније.

## Становништво
На попису становништва 2011. године, општина Подтурен је имала 3.873 становника, од чега у самом Подтурену 1.365.

## Попис1991.
На попису становништва 1991. године, насељено место Подтурен је имало 1.735 становника, следећег националног састава:
| Попис 1991.‍   | Попис 1991.‍  | Попис 1991.‍ | Попис 1991.‍ | Попис 1991.‍ |
| ------------- | ------------ | ----------- | ----------- | ----------- |
|               |              |             |             |             |
| Хрвати        | Хрвати       |             | 1.555       | 89,62%      |
| Роми          | Роми         |             | 84          | 4,84%       |
| Југословени   | Југословени  |             | 7           | 0,40%       |
| Словенци      | Словенци     |             | 7           | 0,40%       |
| Албанци       | Албанци      |             | 2           | 0,11%       |
| Македонци     | Македонци    |             | 1           | 0,05%       |
| Муслимани     | Муслимани    |             | 1           | 0,05%       |
| Немци         | Немци        |             | 1           | 0,05%       |
| остали        | остали       |             | 2           | 0,11%       |
| неопредељени  | неопредељени |             | 11          | 0,63%       |
| регион. опр.  | регион. опр. |             | 1           | 0,05%       |
| непознато     | непознато    |             | 63          | 3,63%       |
| укупно: 1.735 |              |             |             |             |